# 长校镇
长校镇，是中华人民共和国福建省三明市清流县下辖的一个乡镇级行政单位。

## 行政区划
长校镇下辖以下地区：
校溪社区、留坑村、江坊村、茜坑村、下谢村、长校村、沙坪村、河排村、黄坑村、荷坑村和黄石坑村。